# (3608) Kataev
(3608) Kataev est un astéroïde de la ceinture principale.

## Description
(3608) Kataev est un astéroïde de la ceinture principale. Il fut découvert le 27 septembre 1978 à Nauchnyj par Lioudmila Tchernykh. Il présente une orbite caractérisée par un demi-grand axe de 3,39 UA, une excentricité de 0,14 et une inclinaison de 11,0° par rapport à l'écliptique.

## Compléments